# J. Warner Wallace
James "Jim" Warner Wallace (sinh 16/6/1961) là một thám tử điều tra các vụ án giết người và là nhà biện hộ Kitô giáo. Ông Wallace là một thành viên lớn tuổi tại Trung tâm Colson về thế giới quan của Kitô giáo và là trợ tá giáo sư ngành biện hộ học tại Đại học Biola tại La Mirada, California. Ông là tác giả của rất nhiều sách, bao gồm Vụ án về Kitô giáo chưa có lời giải, Hiện trường vụ án của Chúa, và Pháp lý của đức tin, trong các sách này ông áp dụng các nguyên tắc của việc điều tra các vụ án giết người chưa có lời giải để biện hộ cho các vấn đề đáng quan tâm. Ví dụ như: sự tồn tại của Chúa và độ đáng tin cậy của các sách "Phúc âm". Ông đóng vai trò làm chuyên gia về vụ án giết người chưa có lời giải trên kênh Fox 11 Los Angeles, truTV (trước đây là Court TV), và NBC.

## Tiểu sư
Wallace tốt nghiệp Học viện Los Angeles Sheriff's Explorer năm 1978. Sau đó, ông theo đuổi ngành nghệ thuật, đậu bằng tú tài ngành thiết kế từ Đại học California State tại Long Beach và bằng cử nhân ngành kiến trúc từ Đại học California, Los Angeles (UCLA). Năm 1988, Wallace trở lại với việc thực thi pháp luật, ông vào Học viện Los Angeles Sheriff's Explorer với tư cách là tân binh cho đồn cảnh sát Torrance (CA). Trong lúc hành nghề thực thi pháp luật, Wallace được tham gia một số nhiệm vụ, bao gồm đội SWAT, Thông tin về bọn côn đồ, và các vụ án Cướp của giết người. Ông cũng là một trong những thành viên đầu tiên của Đơn vị điều tra vụ án giết người chưa có lời giải của Đồn cảnh sát Torrance.

### Công việc điều tra
Là một thám tử điều tra vụ án giết người, Wallace đã điều tra rất nhiều các vụ án giết người nổi tiếng chưa có lời giải. Các vụ án của ông được công chiếu trong chương trình Dateline (NBC) và North Mission Road (truTV). Là thành viên đầu tiên của Đội điều tra vụ án giết người chưa có lời giải của Đồn cảnh sát Torrance, Wallace được trao Giải duy trì tính ưu việt từ Cảnh sát South Bay và ủy ban Fire Medal of Valor. Ông cũng đạt Giải đoàn thể cảnh sát California hòa bình COPSWEST 2015 vì phá vụ án chưa lời giải giỏi nhất.

### Chuyển sang đạo Kitô giáo
Năm 1996, ở tuổi 35, ông Wallace trở thành một Kitô hữu (trước đó ông là một người vô thần) sau khi điều tra các sách phúc âm như điều tra các lời giải thích từ những người rất có khả năng là nhân chứng trong cuộc đời của Chúa Giêsu. Ông Wallace đã tham gia đội ngũ nhân viện tại Nhà thờ Saddleback, trong khi tiếp tục làm thám tử điều tra các vụ án chưa có lời giải. Sau này ông đăng ký vào Trường thần học Golden Gate Baptist, để lấy bằng cử nhân ngành thần học.

### Biện hộ học Kitô giáo
Wallace bắt đầu áp dụng các nguyên tắc về việc điều tra các vụ án giết người chưa có lời giải để biện hộ cho Kitô giáo. Ông đã viết ra ba cuốn sách nói về các bằng chứng về Kitô giáo: Vụ án về Kitô giáo chưa có lời giải, Còn sống, và Hiện trường vụ án của Chúa. Wallace được làm khách mời trong vô số các chương trình truyền hình, bao gồm The 700 Club (CBN), Praise The Lord (TBN), 100 Huntley Street (Crossroads), và The Leon Show (TBN/The Miracle Channel). Ông được mời phát biểu trong nhiều buổi phát sóng trên đài rađiô, bao gồm Chương trình Laura Ingraham, Chương trình Eric Metaxes, Chương trình Janet Mefferd, và Vào thị trường với Janet Parshall. Wallace cũng nhận đóng một vai nhỏ trong phim ''Chúa không chết 2''. Ông đã đóng vai J. Warner Wallace làm chứng nhân trong một cảnh tòa.

## Sách

### Vụ án về Kitô giáo chưa có lời giải
Cuốn sách đầu tiên của Wallace là Vụ án về Kitô giáo chưa có lời giải; Một thám tử điều tra vụ án giết người điều tra lời xác nhận của các sách Phúc Âm (David C. Cook, 2013), phơi bày mười nguyên tắc của các vụ án giết người chưa có lời giải và áp dụng các nguyên tắc đó trong việc điều tra các lời xác nhận của các sách phúc âm trong Tân Ước.

### Hiện trường vụ án của Chúa
Trong Hiện trường vụ án của Chúa: Một thám tử chuyên điều tra các vụ án chưa có lời giải xem xét các bằng chứng để chứng minh vũ trụ này được Chúa tạo ra'' (David C. Cook, 2015), Wallace dùng một khuôn mẫu điều tra đơn giản để xét nghiệm bằng chứng của tám dòng ghi chú bằng chứng mà ông gọi là ''hiện trường vụ án của vũ trụ,'' ông lý luận rằng những điều ấy đều nói lên sự tồn tại của Chúa.

### Pháp lý của đức tin
Trong Pháp lý của đức tin: Một thám tử điều tra các vụ án giết người lập nên một vụ án hợp lý hơn và có cơ sở hơn cho đức tin của Kitô hữu (David C. Cook, 2017), ông Wallacen xét nghiệm lịch sử giàu bằng chứng của đạo Kitô giáo và mời gọi các Kitô hữu chấp nhận nhiệm vụ làm "Người lập vụ án", dạy cho họ tiếp nhận nhiệm vụ của họ, bắt đầu luyện tập, học hỏi cách điều tra và truyền đạt lối nhìn về thế giới của đạo Kitô.

### Còn sống
Trong cuốn Còn sống: Một vụ án chưa có lời giải về sự phục sinh (David C. Cook, 2014), ông Wallace cung cấp một đoạn nhỏ từ cuốn Vụ án về Kitô giáo chưa có lời giải; Một thám tử điều tra vụ án giết người lời xác nhận của các sách Phúc Âm được dùng để làm tờ tóm tắc hay đồ phát miễn phí của nhà thờ Easter. Wallace điều tra các nhân chứng về sự phục sinh của Chúa Kitô và lý luận rằng các nhân chứng ấy rất đáng tin có một bằng chứng mạnh mẽ.

### Vụ án về Kitô giáo chưa có lời giải dành cho trẻ em
Trong cuốn ''Vụ án Kitô giáo chưa có lời giải dành cho trẻ em'' (David C. Cook, 2016), Wallace lôi cuốn độc giả vào cuộc điều tra có rủi ro cao bằng cách hướng dẫn độc giả cách suy nghĩ, thay vì chỉ cho họ nghĩ về một điều gì đó. Trong cuốn sách 'Vụ án Kitô giáo chưa có lời giải dành cho trẻ em' này, Wallace đã khiến trẻ em phấn khởi trong việc kiểm tra nhân chứng, xem xét bằng chứng và điều tra một vụ án dành cho Kitô giáo. Sách được cung cấp bởi học viện tương tác trực tuyến tại www.CaseMakersAcademy.com.

### Hiện trường vụ án của Chúa dành cho trẻ em
Trong Hiện trường vụ án của Chúa dành cho trẻ em (David C. Cook, 2017), J. Warner và Susie Wallace cung cấp một lại sách tương tác cho trẻ em tuổi từ 8-12. Độc giả sẽ theo dõi điều bí ẩn và khám phá chứng cứ về sự sáng tạo thế giới nói lên sự tồn tại của Chúa. Sách được cung cấp bởi học viện tương tác trực tuyến tại www.CaseMakersAcademy.com.

## Ti vi và Phim
Ông Wallace có mặt trong nhiều chương trình phát sóng trên ti vi và các kênh tin tức. Các vụ án giết người chưa có lời giải của ông đã được chiếu trên kênh Dateline(NBC) nhiều hơn tất cả các thám tử khác trên toàn quốc, và ông cũng có mặt trên kênh North Mission Road (TruTV, trước đó là CourtTV). Ông đã xuất hiện nhiều lần trên kênh Behind the Screams Lưu trữ ngày 14 tháng 11 năm 2017 tại Wayback Machine (Reelz Network) với danh dự là một tư vấn về vụ án giết người. Ông Wallace cũng làm người hướng dẫn chương trình cho chương trình hàng tuần trên ti vi, Vụ án chưa có lời giải của Kitô giáo (NRBtv), và ông đã có mặt trong phim Chúa không chết 2 (PureFlix).

## Đời sống cá nhân
Năm 1988, Wallace kết hôn cùng bà Susie (đồng tác giả của các cuốn sách dành cho trẻ em của họ). Họ có bốn người con và cư ngụ tại miền nam California.